# Austrian Open 1987
L'Austrian Open 1987 è stato un torneo di tennis giocato sulla terra rossa. È stata la 42ª edizione del torneo, che fa parte del Nabisco Grand Prix 1987. Si è giocato a Kitzbühel in Austria dal 3 al 9 agosto 1987.

## Campioni

### Singolare maschile
Emilio Sánchez ha battuto in finale  Miloslav Mečíř con il punteggio di 6–4, 6–1, 4–6, 6–1

### Doppio maschile
Emilio Sánchez /  Sergio Casal hanno battuto in finale  Miloslav Mečíř /  Tomáš Šmíd con il punteggio di 7–6, 7–6